# Pietro Armanini
Pietro Armanini (1844 – Bordeaux, 8 settembre 1895) è stato un mandolinista e compositore italiano.

## Biografia
Come professore d'orchestra al Teatro alla Scala, fu uno dei più famosi virtuosi del mandolino e il primo a portare il suo strumento professionalmente davanti al pubblico inglese.
Una delle ambizioni della sua vita fu quella di rendere popolare il suo strumento, e per questo fece delle tournée in tutta Europa. La sua ultima esibizione fu a Londra nel 1895. Il suo successo in Inghilterra fu enorme; le riviste dell'epoca affermavano che le sue cadenze e improvvisazioni erano a dir poco meravigliose e lo definirono anche un "maestro di primissimo ordine" - "un artista senza eguali come esecutore, senza rivali e che probabilmente non avrà successori, i suoi passaggi di scala, il suo modo di suonare, il pizzicato, la doppia fermata con la mano sinistra, e la meravigliosa rapidità lo definiscono il Paganini del mandolino". 
Nel 1895 si ritirò dalla vita pubblica e visse a Bordeaux. Fu colpito da una malattia nello stesso anno e non si riprese mai più. 
Armanini fu autore di un eccellente trattato sul mandolino e anche i suoi figli e le sue figlie furono eccellenti interpreti, uno dei quali divenne professore di mandolino all'Accademic International de Musique, a Parigi. 

## Opere scelte
- La cigale, polka per pianoforte
- L'éventail, polka- mazurca per pianoforte
- Méthode de mandoline lombarde (Metodo per il mandolino lombardo), prima parte